# Aeropuerto de Fakfak Torea
El Aeropuerto de Fakfak Torea  (en indonesio: Bandar Udara Fakfak) (IATA: FKQ, ICAO: WASF) también conocido como aeropuerto Fak Fak, es un aeropuerto que sirve a Fakfak, que se encuentra en la provincia de Papúa Occidental en Indonesia.
El aeropuerto fue construido a una altitud de 462 pies (141 m) sobre el nivel medio del mar. Dispone de una sola pista con numeración 10/28 con una superficie de asfalto que mide 1041 por 20 metros (3415x65 pies).